# Lancer du javelot aux championnats d'Europe d'athlétisme
Pour un article plus général, voir Championnats d'Europe d'athlétisme.
Le lancer du javelot masculin fait partie des épreuves inscrites au programme des premiers championnats d'Europe d'athlétisme, en 1934, à Turin. L'épreuve féminine fait son apparition dès l'édition suivante, en 1938, à Paris.
Avec quatre médailles d'or remportées, l'ex-Soviétique Jānis Lūsis et le Britannique Steve Backley sont les athlètes les plus titrés dans cette épreuve. Ce dernier détient par ailleurs le record des championnats avec 89,72 m, établi en 1998. Chez les femmes, Dana Zátopková et Ruth Fuchs sont les athlètes féminines les plus titrées (2 médailles d'or chacune). Le record des championnats appartient à l'Allemande Christin Hussong (67,90 m en 2018).

## Palmarès

### Hommes
| Édition | Or                          | Argent                     | Bronze                     |
| ------- | --------------------------- | -------------------------- | -------------------------- |
| 1934    | Matti Järvinen 76,66 m      | Matti Sippala 69,97 m      | Gustav Sule 69,31 m        |
| 1938    | Matti Järvinen 76,87 m(CR)  | Yrjö Nikkanen 75,00 m      | József Várszegi 72,78 m    |
| 1946    | Lennart Atterwall 68,74 m   | Yrjö Nikkanen 67,50 m      | Tapio Rautavaara 66,40 m   |
| 1950    | Toivo Hyytiäinen 71,26 m    | Per-Arne Berglund 70,06 m  | Ragnar Ericzon 69,82 m     |
| 1954    | Janusz Sidło 76,35 m        | Vladimir Kuznetsov 74,61 m | Soini Nikkinen 73,38 m     |
| 1958    | Janusz Sidło 80,18 m (CR)   | Egil Danielsen 78,27 m     | Gergely Kulcsár 75,26 m    |
| 1962    | Jānis Lūsis 82,04 m (CR)    | Viktor Tsybulenko 77,92 m  | Wladyslaw Nikiciuk 77,66 m |
| 1966    | Jānis Lūsis 84,48 m (CR)    | Wladyslaw Nikiciuk 81,76 m | Gergely Kulcsár 80,54 m    |
| 1969    | Jānis Lūsis 91,52 m (CR)    | Pauli Nevala 89,58 m       | Janusz Sidlo 82,90 m       |
| 1971    | Jānis Lūsis 90,68 m         | Jānis Doniņš 85,30 m       | Wolfgang Hanisch 84,22 m   |
| 1974    | Hannu Siitonen 89,58 m      | Wolfgang Hanisch 85,46 m   | Terje Thorslund 83,68 m    |
| 1978    | Michael Wessing 89,12 m     | Nikolay Grebniev 87,82 m   | Wolfgang Hanisch 87,66 m   |
| 1982    | Uwe Hohn 91,34 m            | Heino Puuste 89,56 m       | Detlef Michel 89,32 m      |
| 1986    | Klaus Tafelmeier 84,76 m    | Detlef Michel 81,90 m      | Viktor Yevsyukov 81,80 m   |
| 1990    | Steve Backley 87,30 m       | Viktor Zaitsev 83,30 m     | Patrik Bodén 82,66 m       |
| 1994    | Steve Backley 85,20 m       | Seppo Räty 82,90 m         | Jan Železný 82,58 m        |
| 1998    | Steve Backley 89,72 m (CR)  | Mick Hill 86,92 m          | Raymond Hecht 86,63 m      |
| 2002    | Steve Backley 88,54 m       | Sergey Makarov 88,05 m     | Boris Henry 85,33 m        |
| 2006    | Andreas Thorkildsen 88,78 m | Tero Pitkämäki 86,44 m     | Jan Železný 85,92 m        |
| 2010    | Andreas Thorkildsen 88,37 m | Matthias de Zordo 87,81 m  | Tero Pitkämäki 86,67 m     |
| 2012    | Vítězslav Veselý 83,72 m    | Valeriy Iordan 83,23 m     | Ari Mannio 82,63 m         |
| 2014    | Antti Ruuskanen 88,01 m     | Vítězslav Veselý 84,79 m   | Tero Pitkämäki 84,40 m     |
| 2016    | Zigismunds Sirmais 86,66 m  | Vítězslav Veselý 83,59 m   | Antti Ruuskanen 82,44 m    |
| 2018    | Thomas Röhler 89,47 m       | Andreas Hofmann 87,60 m    | Magnus Kirt 85,96 m        |
| 2022    | Julian Weber 87,66 m        | Jakub Vadlejch 87,28 m     | Lassi Etelätalo 86,44 m    |
| 2022    | Jakub Vadlejch 88,65 m      | Julian Weber 85,94 m       | Oliver Helander 85,75 m    |

### Femmes
| Édition | Or                                | Argent                      | Bronze                     |
| ------- | --------------------------------- | --------------------------- | -------------------------- |
| 1938    | Lisa Gelius 45,58 m               | Suse Pastoors 44,11 m       | Luise Krüger 42,49 m       |
| 1946    | Klavdiya Mayuchaya 46,25 m (CR)   | Lyudmila Anokina 45,84 m    | Johanna Koning 43,24 m     |
| 1950    | Natalya Smirnitskaya 47,55 m (CR) | Herma Bauma 43,87 m         | Galina Zybina 42,75 m      |
| 1954    | Dana Zátopková 52,91 m (CR)       | Virve Roolaid 49,94 m       | Nadezhda Konyayeva 49,49 m |
| 1958    | Dana Zátopková 56,02 m (CR)       | Birute Zalogaitite 51,30 m  | Jutta Neumann 50,50 m      |
| 1962    | Elvira Ozolina 54,93 m            | Maria Diaconescu 52,10 m    | Alevtina Shastitko 51,80 m |
| 1966    | Marion Lüttge-Graefe 58,74 m (CR) | Mihaela Peneş 56,94 m       | Valentina Popova 56,70 m   |
| 1969    | Angéla Németh 59,76 m (CR)        | Magda Paulányi 58,80 m      | Valentina Evert 56,56 m    |
| 1971    | Daniela Jaworska 61,00 m (CR)     | Ameli Koloska 59,40 m       | Ruth Fuchs 59,16 m         |
| 1974    | Ruth Fuchs 67,22 m (WR)           | Jacqueline Todten 62,10 m   | Nataša Urbančič 61,66 m    |
| 1978    | Ruth Fuchs 69,16 m (CR)           | Tessa Sanderson 62,40 m     | Ute Hommola 62,32 m        |
| 1982    | Ánna Veroúli 70,02 m (CR)         | Antje Kempe 67,94 m         | Sofia Sakorafa 67,04 m     |
| 1986    | Fatima Whitbread 77,44 m (CR)     | Petra Felke 72,52 m         | Beate Peters 68,04 m       |
| 1990    | Päivi Alafrantti 67,68 m          | Karen Forkel 67,56 m        | Petra Felke 66,56 m        |
| 1994    | Trine Hattestad 68,00 m           | Karen Forkel 66,10 m        | Felicia Moldovan 64,34 m   |
| 1998    | Tanja Damaske 69,10 m             | Tatyana Shikolenko 66,92 m  | Mikaela Ingberg 64,92 m    |
| 2002    | Mirela Manjani 67,47 m            | Steffi Nerius 64,09 m       | Mikaela Ingberg 63,50 m    |
| 2006    | Steffi Nerius 65,82 m             | Barbora Špotáková 65,64 m   | Mercedes Chilla 61,98 m    |
| 2010    | Linda Stahl 66,81 m               | Christina Obergföll 65,58 m | Barbora Špotáková 65,36 m  |
| 2012    | Vira Rebryk 66,86 m               | Christina Obergföll 65,12 m | Linda Stahl 63,69 m        |
| 2014    | Barbora Špotáková 64,41 m         | Tatjana Jelača 64,21 m      | Linda Stahl 63,91 m        |
| 2016    | Tatsiana Khaladovich 66,34 m      | Linda Stahl 65,25 m         | Sara Kolak 63,50 m         |
| 2018    | Christin Hussong 67,90 m (CR)     | Nikola Ogrodníková 61,85 m  | Liveta Jasiūnaitė 61,59 m  |
| 2022    | Elína Tzéngko 65,81 m             | Adriana Vilagoš 62,01 m     | Barbora Špotáková 60,68 m  |
| 2024    | Victoria Hudson 64,62 m           | Adriana Vilagoš 64,42 m     | Marie-Therese Obst 63,50 m |

## Records des championnats

### Hommes
| Performance | Athlète       | Lieu     | Date         | Record |
| ----------- | ------------- | -------- | ------------ | ------ |
| 85,20 m     | Steve Backley | Helsinki | 8 août 1994  |        |
| 89,72 m     | Steve Backley | Budapest | 23 août 1998 |        |

### Femmes
| Performance | Athlète          | Lieu   | Date         | Record |
| ----------- | ---------------- | ------ | ------------ | ------ |
| 67,47 m     | Miréla Manjani   | Munich | 8 août 2002  |        |
| 67,90 m     | Christin Hussong | Berlin | 10 août 2018 |        |